# Çayırlı (Azerbaigian)
Çayırlı è un comune dell'Azerbaigian situato nel distretto di Göyçay.